# Новикова-Бєлова Олена Дмитрівна
Оле́на Дми́трівна Новикова-Бєлова (рос. Елена Дмитриевна Новикова-Белова, 28 липня 1947) — радянська фехтувальниця, олімпійська чемпіонка.

## Виступи на Олімпіадах
| Олімпіада     | Дисципліна       | Місце |
| ------------- | ---------------- | ----- |
| Мехіко 1968   | рапіра, особисті | 1     |
| Мехіко 1968   | рапіра, командні | 1     |
| Мюнхен 1972   | рапіра, особисті | 5     |
| Мюнхен 1972   | рапіра, командні | 1     |
| Монреаль 1976 | рапіра, особисті | 3     |
| Монреаль 1976 | рапіра, командні | 1     |
| Москва 1980   | рапіра, особисті | 9T    |
| Москва 1980   | рапіра, командні | 2     |